# Perophoridae
Famille
Les Perophoridae sont une famille de tuniciers de la classe des ascidies, de l'ordre (ou sous-ordre) des Phlebobranchia.

## Liste des genres
Selon World Register of Marine Species (1 novembre 2019) :
- genre Ecteinascidia Herdman, 1880 -- 28 espèces
- genre Perophora Wiegmann, 1835 -- 22 espèces

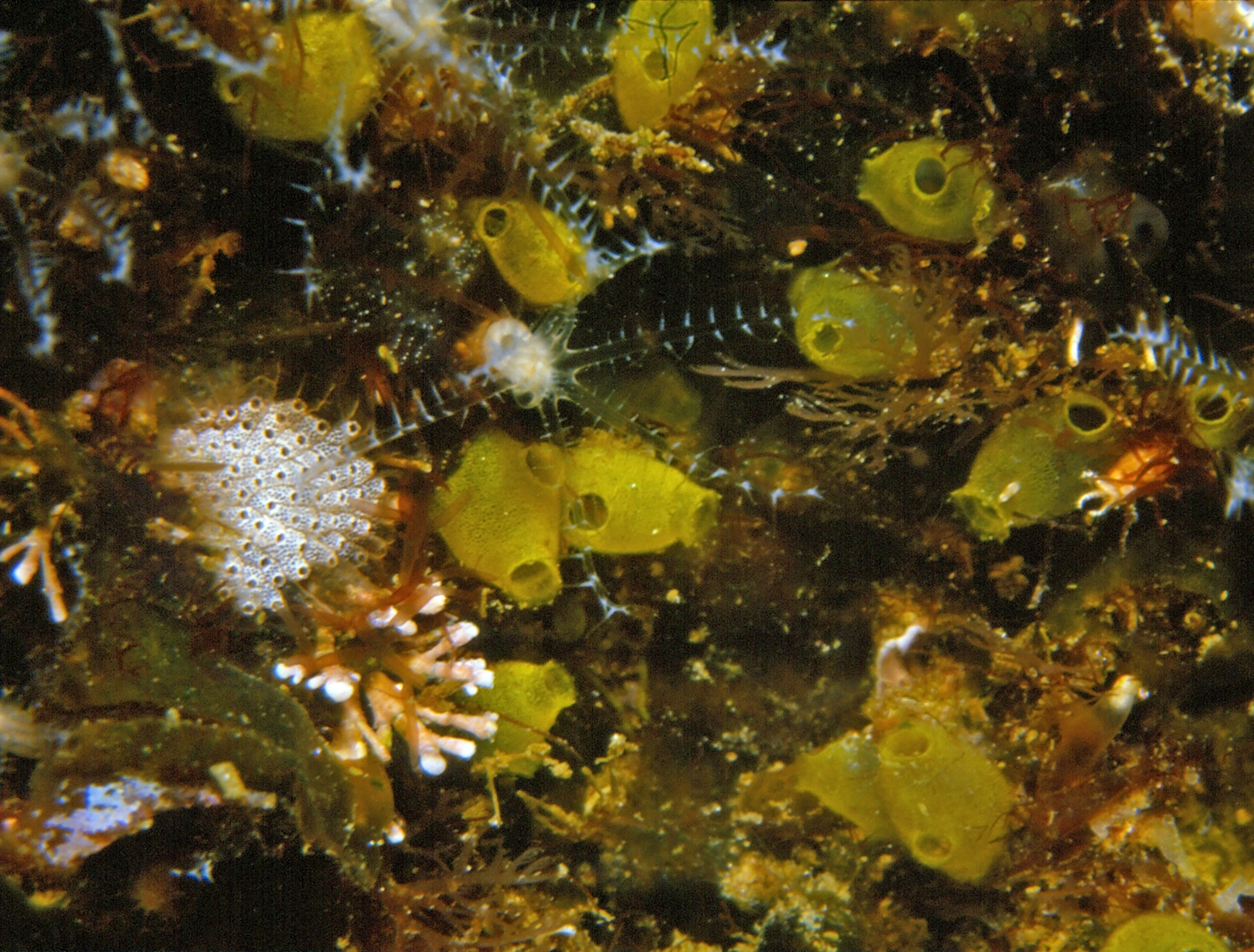
Ecteinascidia herdmani.
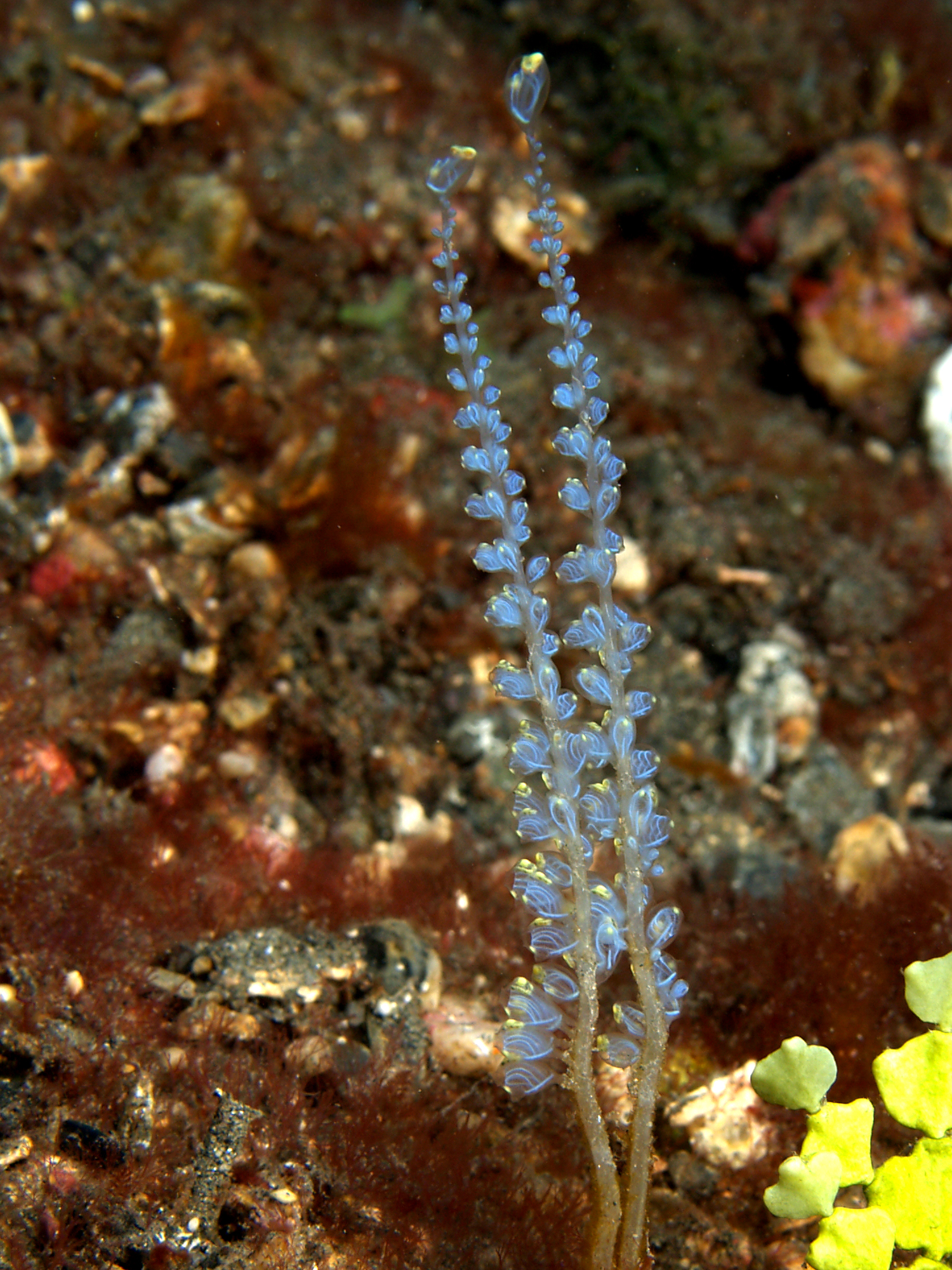
Perophora namei.